# Pekoza
Pekoza (en rus: Пекоза) és un poble de la República de Marí El, a Rússia, que en el cens del 2010 tenia 22 habitants. Pertany al districte rural de Voljsk.